# Грушка-Дужа-Кольонія
Грушка-Дужа-Кольонія (пол. Gruszka Duża-Kolonia) — село в Польщі, у гміні Неліш Замойського повіту Люблінського воєводства.
Населення — 172 особи (2011).
У 1975-1998 роках село належало до Замойського воєводства.

## Демографія
Демографічна структура станом на 31 березня 2011 року:
|          | Загалом | Допрацездатний вік | Працездатний вік | Постпрацездатний вік |
| -------- | ------- | ------------------ | ---------------- | -------------------- |
| Чоловіки | 84      | 26                 | 47               | 11                   |
| Жінки    | 88      | 20                 | 41               | 27                   |
| Разом    | 172     | 46                 | 88               | 38                   |